# Kodori-Gebirge
Das Kodori-Gebirge (russisch Кодорский хребет; georgisch კოდორის ქედი) ist ein Gebirgszug in Abchasien und Mingrelien und Oberswanetien im Nordwesten von Georgien.
Das Gebirge erstreckt sich über eine Länge von 75 km in West-Ost-Richtung südlich des westlichen Hauptkamms des Großen Kaukasus. Im Nordosten zweigt das Kodori-Gebirge vom Kaukasus-Hauptkamm ab. In diesem Bereich erreicht der Gebirgszug in der Moguaschircha eine maximale Höhe von 3852 m. Er bildet im östlichen Teil die Grenze zwischen den Verwaltungsregionen Abchasien und Mingrelien und Oberswanetien. Er wird im Nordwesten vom Flusstal des Kodori und dessen Quellfluss Sakeni  abgegrenzt. Die westliche Grenze bildet der Enguri sowie dessen rechter Nebenfluss Nenskra.
Das Gebirge besteht hauptsächlich aus vulkanischem Gestein, Glimmerschiefer und Sandstein. 
Die Hänge sind bewaldet. In Kammlagen wächst Bergwiesenvegetation. In den südlichen Gebirgsausläufern befinden sich Steinkohlevorkommen, die bei Tqwartscheli ausgebeutet werden.

## Berge (Auswahl)
Im Folgenden sind eine Reihe von Gipfeln entlang dem Hauptkamm des Kodori-Gebirges sortiert in West-Ost-Richtung aufgelistet:
- Chodschal (3313 m) (⊙)
- Moguaschircha (3852 m) (⊙)